# 1990-es junior atlétikai világbajnokság
Az 1990-es junior atlétikai világbajnokság volt a harmadik junior vb. 1990. augusztus 8-tól augusztus 12-ig rendezték a bulgáriai Plovdivban.

## Eredmények

### Férfiak
| Versenyszám       | Arany                     | Arany    | Ezüst                    | Ezüst    | Bronz                         | Bronz    |
| ----------------- | ------------------------- | -------- | ------------------------ | -------- | ----------------------------- | -------- |
| 100 m             | Davidson Ezinwa · NGR     | 10.17    | Jason Livingston · GBR   | 10.25    | Rodney Bridges · USA          | 10.37    |
| 200 m             | Aleksandr Goremykin · URS | 20.47    | Davidson Ezinwa · NGR    | 20.75    | James Stallworth · USA        | 20.81    |
| 400 m             | Chris Nelloms · USA       | 45.43    | Rico Lieder · GDR        | 46.83    | Mark Richardson · GBR         | 46.33    |
| 800 m             | Desta Asgedom · ETH       | 1:46.35  | Jonah Birir · KEN        | 1:46.61  | Norberto Téllez · CUB         | 1:47.33  |
| 1500 m            | Moses Kiptanui · KEN      | 3:38.32  | Alemayehu Roba · ETH     | 3:41.71  | Desta Asgedom · ETH           | 3:43.38  |
| 5000 m            | Fita Bayissa · ETH        | 13:42.59 | Abreham Assefa · ETH     | 13:44.63 | Francesco Bennici · ITA       | 13:47.10 |
| 10 000 m          | Richard Chelimo · KEN     | 28:18.57 | Ismael Kirui · KEN       | 28:40.77 | Juma Ninga · TAN              | 28:41.90 |
| 20 km utcai futás | Cosmas Ndeti · KEN        | 59:42    | Juma Ninga · TAN         | 1:00:30  | Dagane Dabela · ETH           | 1:01:02  |
| 110 m gát         | Antti Haapakoski · FIN    | 13.74    | Alexis Sánchez · CUB     | 13.75    | Kyle Vander-Kuyp · AUS        | 13.85    |
| 400 m gát         | Rohan Robinson · AUS      | 49.73    | Yoshihiko Saito · JPN    | 49.99    | Aleksandr Belikov · URS       | 50.22    |
| 3000 m akadály    | Matthew Birir · KEN       | 8:31.02  | Francisco Munuera · ESP  | 8:41.03  | Simeon Rono · KEN             | 8:42:05  |
| 10000 m gyaloglás | Ilya Markov · URS         | 39:55.52 | Alberto Cruz · MEX       | 39:56.49 | Jefferson Pérez · ECU         | 40:08.23 |
| 4 × 100 m         | USA                       | 39.13    | URS                      | 39.58    | NGR                           | 39.68    |
| 4 × 400 m         | USA                       | 3:02.26  | GBR                      | 3:03.80  | AUS                           | 3:05.51  |
| magasugrás        | Dragutin Topic · YUG      | 2.37     | Tim Forsyth · AUS        | 2.29     | Stevan Zoric · YUG            | 2.26     |
| rúdugrás          | Jean Galfione · FRA       | 5.45     | Dmitriy Kurkulin · URS   | 5.40     | Miroslav Dukov · BUL          | 5.40     |
| távolugrás        | James Stallworth · USA    | 8.12     | Dion Bentley · USA       | 8.05     | Kareem Streete-Thompson · CAY | 7.94     |
| hármasugrás       | Sergey Bykov · URS        | 16.98    | Yoelbi Quesada · CUB     | 16.62    | Nikolai Raev · BUL            | 16.22    |
| súlylökés         | Viktor Bulat · URS        | 19.21    | Xie Shengying · CHN      | 18.57    | Yuriy Ivanov · URS            | 18.13    |
| diszkoszvetés     | Ilian Iliev · BUL         | 58.28    | Frank Bicet · CUB        | 57.10    | Jan Engelmann · GDR           | 56.82    |
| gerelyhajítás     | Tommi Viskari · FIN       | 73.88    | Dariusz Trafas · POL     | 72.76    | Jarkko Heimonen · FIN         | 72.30    |
| kalapácsvetés     | Andrey Debeliy · URS      | 70.60    | Savvas Saritzoglou · GRE | 70.32    | Andrey Budykin · URS          | 69.36    |
| tízpróba          | Eric Kaiser · FRG         | 7762     | Jarkko Finni · FIN       | 7698     | David Bigham · GBR            | 7488     |

### Nők
| Versenyszám      | Arany                  | Arany    | Ezüst                       | Ezüst    | Bronz                   | Bronz    |
| ---------------- | ---------------------- | -------- | --------------------------- | -------- | ----------------------- | -------- |
| 100 m            | Andrea Philipp · GDR   | 11.36    | Nikole Mitchell · JAM       | 11.47    | Lucrécia Jardim · POR   | 11.52    |
| 200 m            | Diane Smith · GBR      | 23.10    | Zundra Feagin · USA         | 23.13    | Lucrécia Jardim · POR   | 23.26    |
| 400 m            | Fatima Yusuf · NGR     | 50.62    | Charity Opara · NGR         | 51.28    | Manuela Derr · GDR      | 51.95    |
| 800 m            | Liu Li · CHN           | 2:03.65  | Magdalena Nedelcu · ROM     | 2:04.52  | Aurica Rautu · ROM      | 2:04.78  |
| 1500 m           | Qu Yunxia · CHN        | 4:13.67  | Claudia Mirela Bortoi · ROM | 4:14.19  | Malin Ewerlöf · SWE     | 4:14.61  |
| 3000 m           | Simona Staicu · ROM    | 9:09.57  | Liu Shixiang · CHN          | 9:10.54  | Hatsumi Matsumoto · JPN | 9:11.92  |
| 10 000 m         | Derartu Tulu · ETH     | 32:56.26 | Rika Ota · JPN              | 33:06.85 | Lydia Cheromei · KEN    | 33:20.83 |
| 100 m gát        | Gillian Russell · JAM  | 13.31    | Keri Maddox · GBR           | 13.38    | Ilka Rönisch · GDR      | 13.41    |
| 400 m gát        | Nelli Voronkova · URS  | 55.84    | Marjana Lužar · YUG         | 56.74    | Omolade Akinremi · NGR  | 56.97    |
| 5000 m gyaloglás | Susana Feitor · POR    | 21:44.30 | Tatyana Shchastnaya · URS   | 22:28.74 | Simone Thust · GDR      | 22:44.65 |
| 4 × 100 m        | JAM                    | 43.82    | GBR                         | 44.16    | USA                     | 44.50    |
| 4 × 400 m        | AUS                    | 3:30.38  | JAM                         | 3:31.09  | CUB                     | 3:31.81  |
| magasugrás       | Svetlana Lavrova · URS | 1.91     | Katja Kilpi · FIN           | 1.88     | Lea Haggett · GBR       | 1.88     |
| távolugrás       | Iva Prandzheva · BUL   | 6.53     | Erica Johansson · SWE       | 6.50     | Sandrine Hennart · BEL  | 6.49     |
| súlylökés        | Qiu Qiaoping · CHN     | 18.20    | Li Xiaoyun · CHN            | 17.74    | Heike Hopfer · GDR      | 17.27    |
| diszkoszvetés    | Natalya Kaptyukh · URS | 61.44    | Lisa-Marie Vizaniari · AUS  | 60.44    | Anja Gündler · GDR      | 59.30    |
| gerelyhajítás    | Tanja Damaske · GDR    | 61.06    | Oksana Ovchinnikova · URS   | 57.26    | Mandy Liverton · GBR    | 56.98    |
| hétpróba         | Beatrice Mau · GDR     | 6166     | Ináncsi Rita · HUN          | 5940     | Joanne Henry · NZL      | 5728     |

## Éremtáblázat
| Helyezés | Ország             | Arany | Ezüst | Bronz | Összesen |
| -------- | ------------------ | ----- | ----- | ----- | -------- |
| 1.       | Szovjetunió        | 8     | 4     | 3     | 15       |
| 2.       | USA                | 4     | 2     | 3     | 9        |
| 3.       | Kenya              | 4     | 2     | 2     | 8        |
| 4.       | Kína               | 3     | 3     | 0     | 6        |
| 5.       | Etiópia            | 3     | 2     | 2     | 7        |
| 6.       | NDK                | 3     | 1     | 6     | 10       |
| 7.       | Ausztrália         | 2     | 2     | 2     | 6        |
| =        | Nigéria            | 2     | 2     | 2     | 6        |
| 9.       | Finnország         | 2     | 2     | 1     | 5        |
| 10.      | Jamaica            | 2     | 2     | 0     | 4        |
| 11.      | Bulgária           | 2     | 0     | 2     | 4        |
| 12.      | Egyesült Királyság | 1     | 4     | 4     | 9        |
| 13.      | Románia            | 1     | 2     | 1     | 4        |
| 14.      | Jugoszlávia        | 1     | 1     | 1     | 3        |
| 15.      | Portugália         | 1     | 0     | 3     | 4        |
| 16.      | Franciaország      | 1     | 0     | 0     | 1        |
| =        | NSZK               | 1     | 0     | 0     | 1        |
| 18.      | Kuba               | 0     | 3     | 2     | 5        |
| 19.      | Japán              | 0     | 2     | 1     | 3        |
| 20.      | Svédország         | 0     | 1     | 1     | 2        |
| =        | Tanzánia           | 0     | 1     | 1     | 2        |
| 22.      | Görögország        | 0     | 1     | 0     | 1        |
| =        | Lengyelország      | 0     | 1     | 0     | 1        |
| =        | Magyarország       | 0     | 1     | 0     | 1        |
| =        | Mexikó             | 0     | 1     | 0     | 1        |
| =        | Spanyolország      | 0     | 1     | 0     | 1        |
| 27.      | Belgium            | 0     | 0     | 1     | 1        |
| =        | Ecuador            | 0     | 0     | 1     | 1        |
| =        | Kajmán-szigetek    | 0     | 0     | 1     | 1        |
| =        | Új-Zéland          | 0     | 0     | 1     | 1        |
| =        | Olaszország        | 0     | 0     | 1     | 1        |
| Összesen | Összesen           | 41    | 41    | 41    |          |